# Saint-Aubin-du-Plain
Saint-Aubin-du-Plain ist eine französische Gemeinde mit 561 Einwohnern (Stand: 1. Januar 2022) im Département Deux-Sèvres in der Region Nouvelle-Aquitaine. Die Gemeinde gehört zum Arrondissement Bressuire und zum Kanton Mauléon.

## Lage
Saint-Aubin-du-Plain liegt etwa zehn Kilometer nördlich von Bressuire. Der Fluss Dolo begrenzt die Gemeinde im Westen. Umgeben wird Saint-Aubin-du-Plain von den Nachbargemeinden Argentonnay im Norden, Bressuire im Osten und Süden sowie Voulmentin im Westen.

## Bevölkerungsentwicklung
| Jahr                       | 1962 | 1968 | 1975 | 1982 | 1990 | 1999 | 2006 | 2019 |
| Einwohner                  | 490  | 427  | 475  | 521  | 527  | 554  | 505  | 540  |
| Quellen: Cassini und INSEE |      |      |      |      |      |      |      |      |

## Sehenswürdigkeiten
- Kirche Saint-Aubin
- Reste der Burg Muflet